# ポゴ振動
ポゴ振動 (Pogo oscillation) とは燃焼の不安定性によって引き起こされる液体推進剤ロケットの自励振動である。不安定な燃焼はエンジン推力の変動をもたらし、これが加速度の変動を引き起こし、それが次に推進剤の圧力と流量の変動を引き起こし、発振する。その名前は、推力変動に伴う縦振動をポゴになぞらえたものである。ポゴ振動はロケットの機体に負荷を与え、深刻な場合には危険である。

## 概要
一般に、ポゴ振動は、エンジン圧力の急上昇がエンジンに入ってくる燃料に対する背圧を増加させ、エンジン圧力を低下させ、より多くの燃料が流入してエンジン圧力が再び増加する繰り返しで発生する。燃料パイプの屈曲は、燃料圧力の変動を引き起こす可能性もある。サイクルがロケットの共振周波数と偶然一致すると、正のフィードバックによって危険な振動が発生し、極端な場合には、空中分解する。
この現象が十分解明されていなかった1950年代から60年代のロケットでは少なからずこの現象により失われた。
ポゴはポンプ式、タンク加圧式に関わらず発生するが、振動の周波数は大きく異なる。
最も有名なポゴ振動は、引き起こされたアポロ6号の飛行でのサターンVの1段目S-ICで起きた振動である。この構造は2つのIビームの「X」であり、各ビームの端にエンジンがあり、ビームの交点に中央のエンジンがある十字型推力構造になっていた。十字形の中心はサポートされていなかったため、中央のF-1エンジンが構造を上方に曲げた。ポゴ振動は、この構造が跳ね返ったときに発生し、中央エンジンの燃料ラインのベローズ（十字形の中央に取り付けられていた）が長くなり、燃料の流れが一時的に減少し、推力が減少した。振動の他端では、燃料ラインが圧縮され、燃料の流れが増加した。これにより、第1段階の上昇中に正弦波の推力振動が発生した。
現在では推進剤の供給系の配管の途中に圧力の変動を平準化するための液圧アキュムレータを設置する事で緩和する。

## 文献
- NASA Experience with Pogo in Human Spaceflight Vehicles
- Apollo 13 Pogo Oscillation
- 森野美樹, 幸節雄二, 「液体ロケットのポゴ振動について」『ターボ機械』 17巻 8号 1989年 p.516-525, doi:10.11458/tsj1973.17.516。
- 小林繁夫, 小島浩, 「液体燃料ロケットの自励縦振動(ポゴ)」『日本航空宇宙学会誌』 30巻 341号 1982年 p.354-363, doi:10.2322/jjsass1969.30.354。